# Tiroteio envolvendo Jacob Blake
Jacob S. Blake é um afro-americano de 29 anos que foi baleado e ferido pela polícia, em 23 de agosto de 2020. Ele foi atingido por quatro de sete tiros disparados em suas costas durante uma prisão pelo policial Rusten Sheskey. O incidente ocorreu em Kenosha, Wisconsin, enquanto policiais tentavam prender Blake. Ele foi eletrocutado pelos policiais Ele foi baleado quando abriu a porta do motorista de seu SUV e se inclinou para dentro. Três dos filhos de Blake estavam no banco de trás.
O tiroteio policial foi seguido por protestos, que incluíram comícios, passeatas, danos materiais, incêndio criminoso e confrontos com a polícia. Dois manifestantes também foram mortos a tiros em um confronto com um civil armado. O nome de Blake foi invocado em protestos em outras cidades como parte do movimento Black Lives Matter, que teve um ressurgimento.

## Tiroteio
Em 23 de agosto, a polícia de Kenosha respondeu a uma ligação para o 911 sobre um "incidente doméstico", por volta das 17h. A pessoa que ligou "disse que Blake não deveria estar lá e que ele [Blake] pegou as chaves do reclamante e se recusou a devolvê-las". Os policiais também foram informados pelo despachante que havia um alerta de "procurado" para alguém no endereço indicado pelo código policial 10-99. Blake tinha um mandado de prisão baseado em acusações de agressão sexual de terceiro grau, invasão de propriedade e conduta desordeira em conexão com violência doméstica. De acordo com o depoimento da associação policial sobre o assassinato policial de Jacob Blake, os policiais que foram enviados ao local estavam cientes do mandado de prisão de Blake antes de chegarem. A declaração do sindicato da polícia de Kenosha também afirmou que Blake atacou um dos policiais com uma chave de braço durante uma luta antes do tiroteio, e que duas tentativas de atacar Blake não tiveram sucesso.
De acordo com uma testemunha, Blake parou seu carro perto de "seis ou sete mulheres gritando umas com as outras na calçada" e "Blake não disse nada às mulheres". De acordo com outras testemunhas, Blake estava tentando intervir entre duas mulheres que discutiam quando a polícia chegou. Blake tentou entrar em seu carro onde estava seus três filhos. De acordo com a Associação Profissional da Polícia de Kenosha, o sindicato da polícia local, os policiais foram despachados por causa de uma reclamação de que Blake estava tentando roubar as chaves e o veículo de quem ligou.
Os oficiais tentaram dominar Blake e dois oficiais usaram teasers nele. Um espectador que gravou um vídeo do incidente disse aos jornalistas que ouviu a polícia gritando "largue a faca" e também disse: "Não vi nenhuma arma em suas mãos, ele não estava sendo violento". O sindicato da polícia local disse que Blake estava armado com uma faca na mão esquerda, mas os policiais não a viram inicialmente, e que ele "lutou violentamente com os policiais, incluindo colocar um deles em uma chave de braço", enquanto ignorava as ordens para soltar a faca. “Com base na incapacidade de obter obediência e controle após o uso de meios verbais, físicos e menos letais, os policiais sacaram suas armas”, acrescentou o sindicato da polícia. Um dos advogados de Blake contestou essa versão dos acontecimentos chamando-a de "exagerada" e dizendo que os policiais eram os agressores e que imediatamente fizeram contato físico com Blake ao chegar ao local. Após uma briga inicial, Blake caminhou para o lado do motorista de seu veículo, seguido pelo oficial Rusten Sheskey e outro oficial com armas em punho. Sheskey tentou agarrar Blake, e quando Blake abriu a porta do motorista e se inclinou para dentro, Sheskey o agarrou e disparou sete tiros nas costas de Blake. Em uma coletiva de imprensa em 26 de agosto de 2020, o procurador-geral de Wisconsin, Josh Kaul, disse que uma faca foi recuperada do assoalho dianteiro do lado do motorista do carro em que Blake estava inclinado quando foi baleado nas costas. Kaul também disse que Blake disse aos investigadores que ele tinha uma faca, embora Kaul se recusou a descrever a faca ou dizer se ela estava relacionada ao tiroteio. Os advogados de Blake contestaram a implicação de que a faca estava em sua posse.
Blake foi levado de avião para o Hospital Froedtert em Wauwatosa, Wisconsin . Seu pai anunciou em 25 de agosto que Blake estava paralisado da cintura para baixo e que os médicos ainda não sabiam se seria permanente. Ele também sofreu um ferimento a bala em um braço e danos ao estômago, rins e fígado. Ele teve que remover a maior parte de seu cólon e intestino delgado. Blake foi inicialmente algemado a sua cama de hospital e guardado por dois policiais devido a um mandado pendente. As algemas foram removidas e os policiais pararam de vigiar Blake depois que ele postou fiança.

## Investigação e processo legal
A polícia de Kenosha encaminhou a investigação do tiroteio para a Divisão de Investigação Criminal de Wisconsin. As conclusões da investigação irão para o promotor público Michael D. Graveley, a autoridade local responsável por decidir se deve apresentar acusações contra os policiais. Graveley declarou em 25 de agosto que a investigação estava em 'seus estágios iniciais'. Em 25 de agosto, o Departamento de Justiça dos Estados Unidos também anunciou uma investigação sobre o tiroteio. A investigação investigará se os direitos civis de Blake foram violados.
A família de Blake manteve Crump, que também representou as famílias de Trayvon Martin e Michael Brown em seus processos civis. Crump pediu que o policial que atirou em Blake fosse preso e que outros envolvidos fossem demitidos.
Em 26 de agosto, o procurador-geral de Wisconsin, Josh Kaul, anunciou que o policial de Kenosha, Rusten Sheskey, atirou em Blake sete vezes nas costas enquanto ele abria a porta de seu carro. Nenhum outro policial no local abriu fogo. Todos foram colocados em licença administrativa.
Em 28 de agosto, o sindicato da polícia disse que a maioria das narrativas sobre o tiroteio eram totalmente imprecisas e puramente fictícias, incluindo informações dos advogados de Blake. Também criticou uma declaração divulgada pela Divisão de Investigação Criminal do Departamento de Justiça de Wisconsin, que está liderando a investigação sobre o tiroteio policial, como 'crivada de informações incompletas'.

## Protestos subsequentes

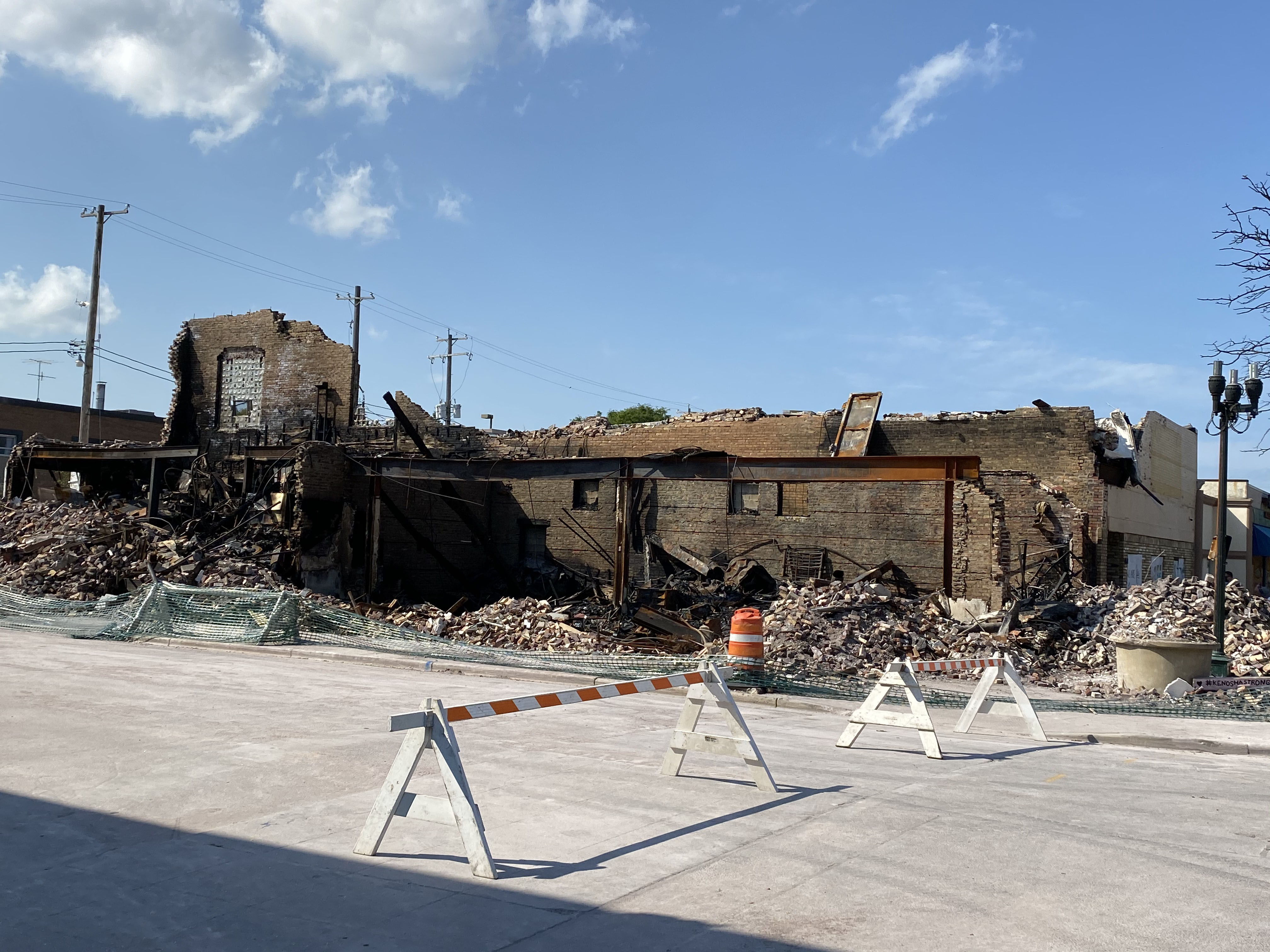
Ruínas de uma loja de colchões e da loja da Irmandade Dinamarquesa que queimou durante tumultos

### Protestos de Kenosha
Os protestos continuaram, levando o condado de Kenosha a declarar estado de emergência durante a noite do dia 24 de agosto, depois que veículos da polícia foram danificados, um caminhão de lixo incendiado e o tribunal local vandalizado. Um policial foi derrubado com um tijolo e gás lacrimogêneo foi lançado.
A polícia pediu que as empresas 24 horas considerassem fechar por causa de numerosas ligações sobre assaltos à mão armada e tiros sendo disparados e a Guarda Nacional de Wisconsin foi enviada para manter a segurança pública. Até 200 membros deveriam ser implantados. Em 24 de agosto, os manifestantes atearam fogo e saquearam empresas pela segunda noite. Em 25 de agosto, os protestos e incêndios continuaram em Kenosha, e civis armados com armas patrulhavam partes da cidade.
Em 25 de agosto, dois manifestantes foram mortos e um foi gravemente ferido. Um jovem de 17 anos foi preso no dia seguinte e acusado de homicídio doloso em primeiro grau.

### Outras cidades
Os protestos públicos em relação ao assassinato de Blake ocorreram em várias outras cidades, incluindo Nova York, Minneapolis, Los Angeles e Atlanta.

### Esportes
Várias equipes esportivas profissionais entraram em greve em protesto, recusando-se a jogar seus jogos programados. No NBA Bubble, o Milwaukee Bucks boicotou o jogo de 26 de agosto contra o Orlando Magic em protesto ao tiroteio. A equipe decidiu não sair do vestiário minutos antes do início do jogo. Mais tarde naquele dia, a National Basketball Association (NBA) e a National Basketball Players Association anunciaram que, à luz da decisão do Bucks de se recusar a jogar, todos os jogos da NBA naquele dia foram adiados. Isso levou a outros boicotes de outras ligas esportivas americanas, incluindo a Women's National Basketball Association (WNBA), a Major League Baseball (MLB), a National Hockey League (NHL) e a Major League Soccer (MLS).

## Reações
O governador de Wisconsin, Tony Evers, emitiu uma declaração denunciando o uso excessivo da força pela polícia e invocando os nomes de afro-americanos mortos pela polícia. Evers disse: "Embora ainda não tenhamos todos os detalhes, o que sabemos com certeza é que ele não é o primeiro homem negro ou pessoa a ter sido baleado ou ferido ou impiedosamente morto nas mãos de indivíduos na aplicação da lei em nosso estado ou em nosso país." Evers convocou legisladores do estado de Wisconsin para uma sessão especial para aprovar legislação que trata da brutalidade policial.
O ex-vice presidente e candidato democrata à presidência em 2020, Joe Biden, disse que "essas fotos perfuram a alma de nossa nação". Biden e sua companheira de chapa Kamala Harris conversaram com o pai de Blake por uma hora. O presidente Donald Trump ligou para a família, mas a mãe de Blake, Julia Black, mais tarde se desculpou por perder a ligação, e o pai de Blake disse que Trump não tentou entrar em contato.